# Тосіґамі
Тосіґамі яп. 年神 — календарний бог врожаю, обряди шанування якого, проводяться навесні, тобто з настанням нового року і початком нового сільськогосподарського циклу. Свято проводиться в рамках сім'ї. В ніші токонома або на спеціально обладнаній полиці кладуть рисові коржі моті, як жертвопринесення божеству. В ширшому варіанті кладуть також дзеркало, рис, саке. Мабуть такі традиційні новорічні прикраси житла, такі як кадомацу (гілки сосни і бамбука біля воріт),  річне дерево тосікі, дерево щастя (сатiкi) і великий чорний стовп  «огамі- мацу» (молитовна сосна, яку ставили біля вогнища), вважалася тимчасовим вмістилищем (Йорісіро), куди може вселитися божество нового року. Мабуть і інші новорічні атрибути, якими прийнято прикрашати житла і примикаючі споруди (сьогодні в їх число входить і особистий автомобіль), є приношенням богу.
|   | Ось так звані "дерева щастя", що сприяють домашньому благополуччю і особливо щастю та здоров'ю дітей, а тому обов'язково мають перебувати в кожній родині до зустрічі Нового року. Для дерева щастя зрізується пухнаста гілка плакучої верби, на прутики якої навішуються кольорові папірці, семиколінчасті паперові джин-дзі та різні амулети, з яких кожен має своє алегоричне значення; тут ви бачите між ними зроблені з воску або рисового тіста рибу тай, маску з товстощокою Окаме — найдобрішою, чадолюбивою і товстішою з хрей японської міфології; далі на прутиках бовтаються гральні кісточки з окулярами і кісточки доміно, золочені кружки і платівки, що зображують грошові знаки, особливо золоті кобенги, різні картонажі, блискучі дзеркальця, скляні кульки і фольгові фігурки, пряники і цукерки. Ці дерева щастя даруються батьками та домашніми друзями малолітнім дітям як новорічне вітання з побажанням усіх тих благ, які алегорично символізують навішані на гілки дрібниці. |
| — | |

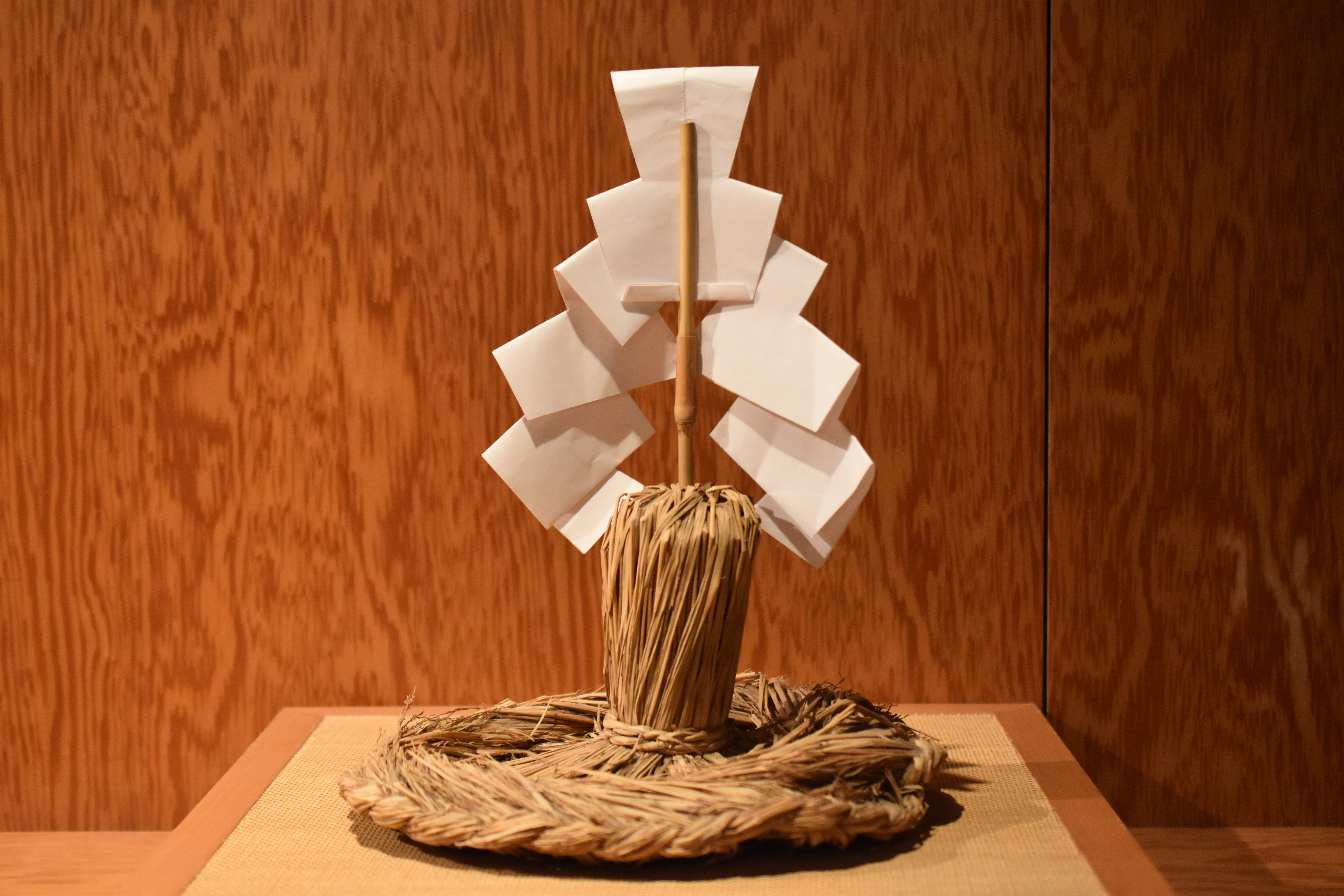
Тосіґамі-сама

В одних регіонах Японії це божество представляла жінка, в інших — молодик у перуці та гримі старця. Напередодні нового року він спускався з гори і обходив навколо будинків, а також окремо відвідував дітей. 
В окремих місцевостях «новорічний старець», як вважалося, прибував на коні без голови. В  будь-якому випадку це був бог, що прибував в селище здалеку. Якщо взяти до уваги подібність дарів предкам під час свята о-бон (зустріч духів предків) та в період зустрічі нового року, то можна зробити висновки, що Тосіґамі одночасно виконував роль духа предка.
В культ Тосіґамі, ймовірно були додані елементи ворожіння інь-ян. В цьому випадку Тосіґамі інтерпретується як богиня, яка керує напрямком,  сприятливим  в новому році. Перед відправленням в подорож, було прийнято слідувати китайсько-даоському ворожінню. В залежності від результатів ворожіння, відправлення в дорогу могли відкласти до тих пір, поки обраний напрямок не стане сприятливим або могли рухатися до точки призначення не прямо в несприятливому напрямку, а зигзагами. Звідси традиція «ехо маірі»: оскільки серед усіх візитів до синтоїстських святилищ, перше відвідування його в новому році вважалося особливо важливим (ця думка існує і тепер). «Ехо маірi» передбачало вибір такого святилища, щоб вектор, який вказував на нього з дому, збігався з напрямком, сприятливим у новому році. 
Слово тосі (рік) означало ще й «урожай рису», тому божество Тосіґамі служило так само і як бог-охоронець врожаю рису. Один з головних палацових ритуалів у давній і середньовічній Японії іменувався Тосігоі-но мацурі — свято та моління для забезпечення майбутнього врожаю рису,  звернене, як повідомляється в «Енґесікі» до 3.132 богів.